# Iwameöring
Iwameöring (Oncorhynchus masou var. iwame, tidigare kallad Oncorhynchus iwame) är en varietet inom familjen laxfiskar och lever i sötvatten i delar av Japan. Iwameöringen är en mutation av masulaxen (Oncorhynchus masou) som skiljer sig från övriga beståndet genom att den saknar de laterala fläckar som annars är typiska för den unga fisken i de flesta bestånd. Iwameöringen är en morf som lever i strömmande vatten och migrerar inte ut till havet. Den förekommer ibland parallellt med standardfenotypen. Denna morf är har recessivt anlag.
Denna morfism förekommer inom underarten Oncorhynchus masou ishikawae) i västra Japan, och tycks även finnas hos den nominala underarten Oncorhynchus masou masou), om inte dessa två egentligen är identiska.
Varieteten beskrevs vetenskapligt först som en egen art, Oncorhynchus iwame av Arika Kimura och Nakamura, 1961. Under början av 2000-talet påvisades dock att varieteten förekommer som en polymorfism vid fortplantningen hos O. masou, och anses inte längre ha något taxonomiskt värde. IUCN kategoriserar arten globalt som otillräckligt studerad. Inga underarter finns listade i Catalogue of Life.